# Erinnyis lassauxii
Erinnyis lassauxii é uma mariposa neotropical da família Sphingidae, descrita originalmente por Jean Baptiste Boisduval em 1859. É caracterizada pelas asas anteriores castanho-acinzentadas com faixas transversais cinzentas junto à margem interna e uma mancha cinza no ápice, enquanto as asas posteriores apresentam coloração predominantemente marrom-escura com tonalidades de laranja basal. A envergadura alar varia de 80 a 105 milímetros, com adultos geralmente medindo entre 82 e 95 milímetros.

## Descrição morfológica
Adultos apresentam asas anteriores de coloração castanho-acinzentada, com estrias cinzentas ao longo da margem interna e uma mancha cinza no ápice, além de padrões manchados de marrom-escuro. As asas posteriores são marrom-escuro, exibindo quantidades variáveis de laranja basal. O abdômen possui faixas transversais distintivas em preto e branco que contrastam com o dorso cinza, conferindo aspecto segmentado. Antenas filiformes, antefácies pálida, e probóscide alongada adaptada para sucção de néctar.
Lagartas apresentam corpo verde-escuro com dois anéis dorsais esbranquiçados logo atrás da cabeça e uma faixa esbranquiçada dorsal ao longo dos dois terços posteriores do abdômen; possuem um chifre apical fino, acinzentado, com a ponta levemente curvada.
A pupa é encontrada em túneis rasos no solo (2 a 4 centímetros de profundidade), medindo aproximadamente de 30 a 35 milímetros, com coloração variando de marrom claro a marrom escuro; possui cristas abdominais suaves e espículas minúsculas no terço posterior. O estágio pupal dura cerca de 15 a 20 dias em temperaturas de 28 a 30 °C.

## Distribuição e habitat
E. lassauxii tem distribuição ampla na Zona Neotropical, ocorrendo desde o norte da Argentina e Paraguai, atravessando a América Central e chegando ao sul dos Estados Unidos (Texas, Arizona e sul da Flórida), além de registros nas Ilhas do Caribe (Cuba, Jamaica, Porto Rico e Ilhas Virgens). No Brasil, está presente nos estados do Amazonas, Pará e Maranhão, sendo observada em áreas de mata ripária, margens de lagoas litorâneas e brejos. Prefere habitats de terras baixas tropicais e subtropicais, incluindo florestas secas, zonas de cultivo, pastagens com árvores dispersas e manguezais, frequentemente perto de vegetação emergente sobre águas calmas.

## Biologia e ecologia
Período de voo: adultos encontram-se ativos quase o ano inteiro em regiões tropicais do sul do Texas e Flórida, com picos de ocorrência na primavera e no outono nessas localidades. Em áreas mais ao sul, múltiplas gerações anuais ocorrem sem pausas sazonais marcantes.
Alimentação dos adultos: alimentam-se de néctar de flores tubulares, sendo atraídas por plantas de Cariofiláceas, Fabaceae e Rubiaceae. São atraídas por luz artificial e frequentemente capturadas em armadilhas luminosas durante a noite.
Alimentação das larvas: lagartas consomem principalmente folhas de Asclepiadaceae e Apocynaceae. Podem também alimentar-se de plantas cultivadas, como mamoeiro (Carica papaya), causando danos moderados durante infestações intensas.
Comportamento reprodutivo: machos patrulham áreas de néctar ao entardecer, realizando voos rápidos para interceptar fêmeas; o acasalamento ocorre em voo, seguido de oviposição solitária pela fêmea na face inferior das folhas hospedeiras, depositando normalmente de 1 a 2 ovos por folha, totalizando cerca de 50 a 100 ovos por fêmea durante a vida.

## Ciclo de vida e fenologia
O ciclo completo (ovo–lagarta–pupa–adulto) leva aproximadamente 30 a 35 dias em condições ideais de 28 a 30 °C. Em regiões tropicais, adultos são encontrados o ano inteiro, indicando várias gerações anuais, enquanto no sul da Flórida e Texas, os picos de voo ocorrem entre julho e agosto, refletindo maior umidade e disponibilidade de hospedeiras larvais.

## Estado de conservação
Classificada como Pouco Preocupante pela IUCN, a espécie é considerada amplamente distribuída e comum sem evidências de declínio populacional significativo. Pressões locais incluem uso de pesticidas em plantações de mamoeiro e degradação de habitats ripários, mas a espécie demonstra tolerância a ambientes secundários e modificados.

## Taxonomia e etimologia
Descrita originalmente como Anceryx lassauxii por Boisduval em 1859, a espécie foi posteriormente transferida ao gênero Erinnyis em 1819. O nome genérico Erinnyis alude às Erínias (Fúrias) da mitologia grega, enquanto o epíteto específico lassauxii homenageia Pierre Lassaux, colecionador de espécimes, sem relação direta com características morfológicas conhecidas.